# 默尼斯泰鄉

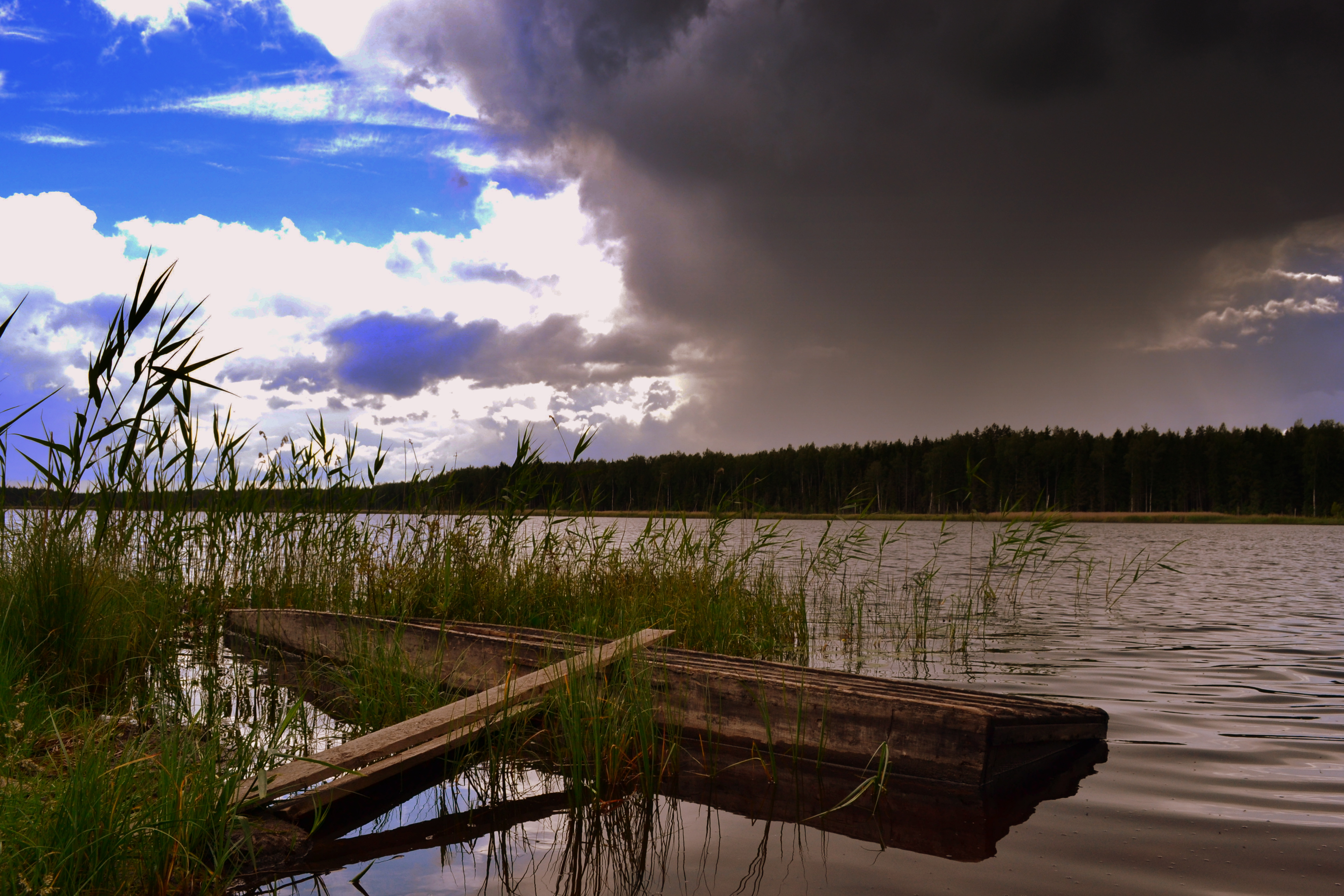
乌巴湖

默尼斯泰鄉，曾是愛沙尼亞沃魯縣的一個鄉村型市镇，位於該國東南部，行政中心設於默尼斯泰，面積175平方公里，2006年人口1,031，人口密度每平方公里6人。
2017年爱沙尼亚行政改革后，默尼斯泰市镇与其他市镇一起合并为新的勒乌格市镇。
57°36′45″N 26°36′40″E / 57.61250°N 26.61111°E